# Cathédrale Santa Maria Assunta de Vintimille
La cathédrale Santa Maria Assunta de Vintimille est une église catholique romaine de Vintimille, en Italie. Il s'agit de la cathédrale du diocèse de Vintimille-San Remo.

## Historique
La cathédrale romane dell'Assunta, dédiée à l'Assomption de la Sainte Vierge et à Saint-Secondo, patron de la ville, a été érigée durant les XIe et XIIe siècles, sur les ruines d’une cathédrale d'époque carolingienne. 
Elle présente en sous-sol une crypte et un baptistère octogonal du XIe, ainsi que des vestiges de l'ancienne cathédrale.
Des fresques du XVIe sont visibles à proximité du baptistère.
En 2024, le bâtiment faisant face à la cathédrale, le couvent delle suore dell’Orto, est mis sur le marché par la commune. Avec sa société Marina Development, le résident monégasque Robert Thielen proposa d'y aménager un spa médical, projet qui fut rejeté par les gérants des lieux.

## Galerie

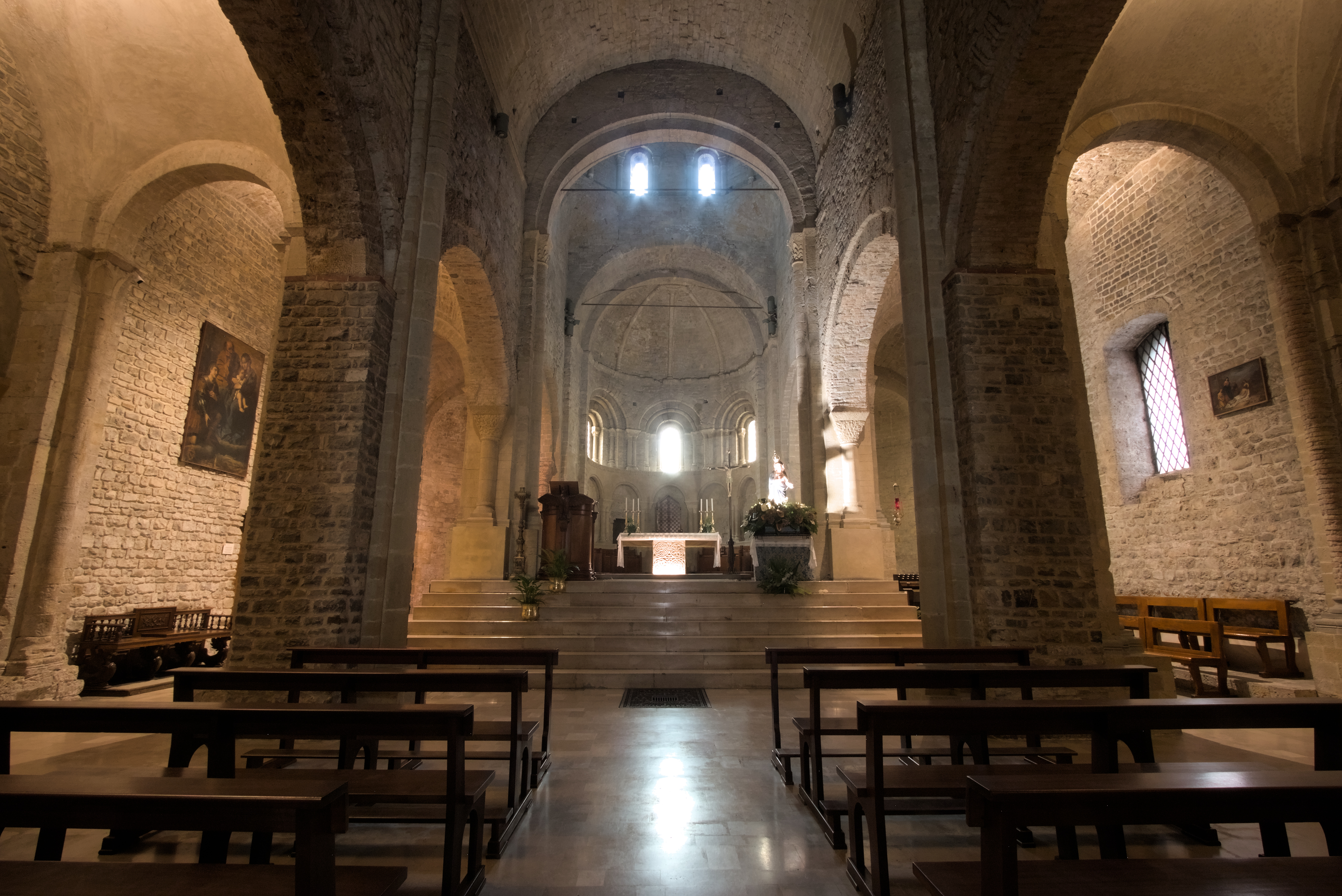
La nef romane.
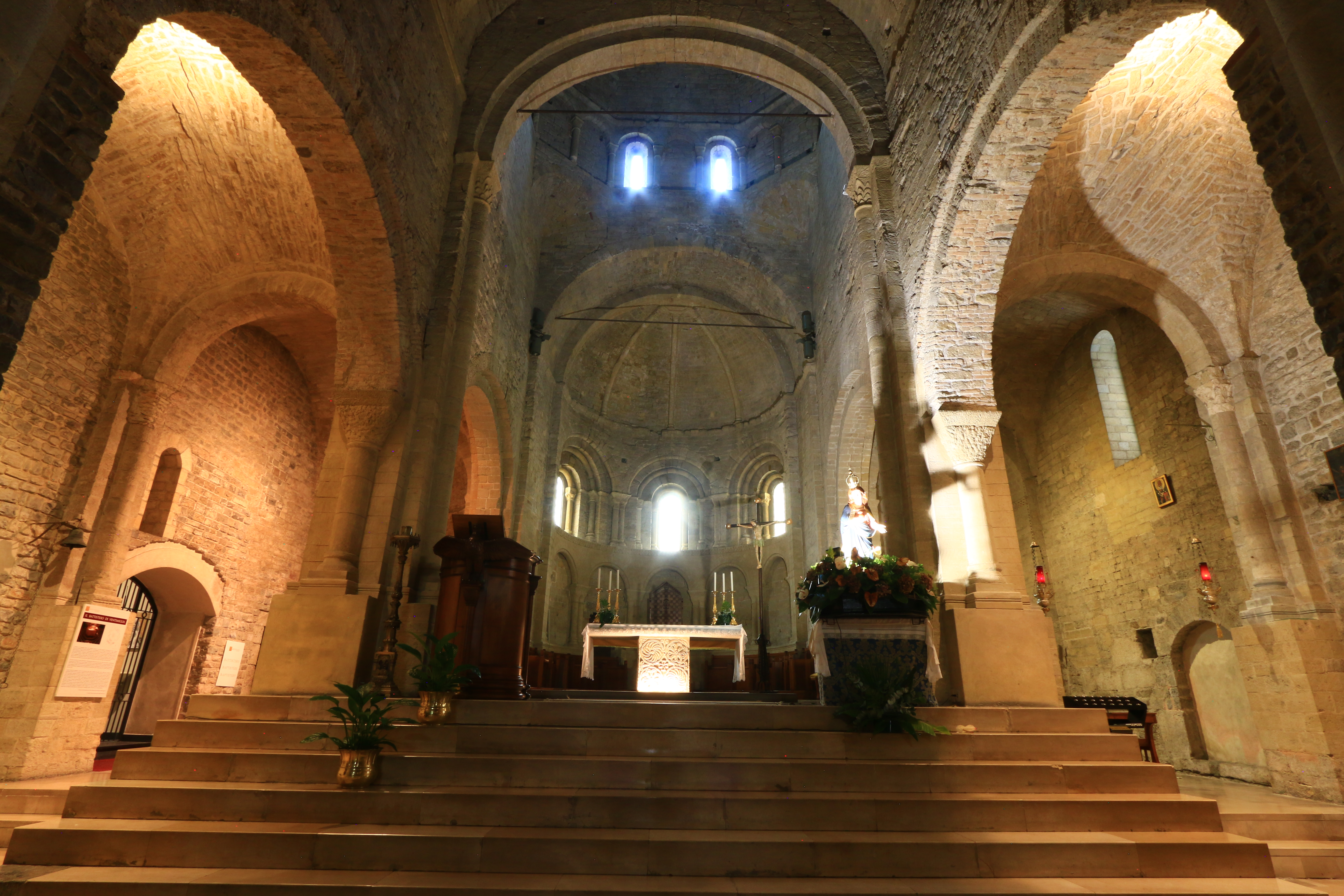
L'avant de la nef et le chœur.
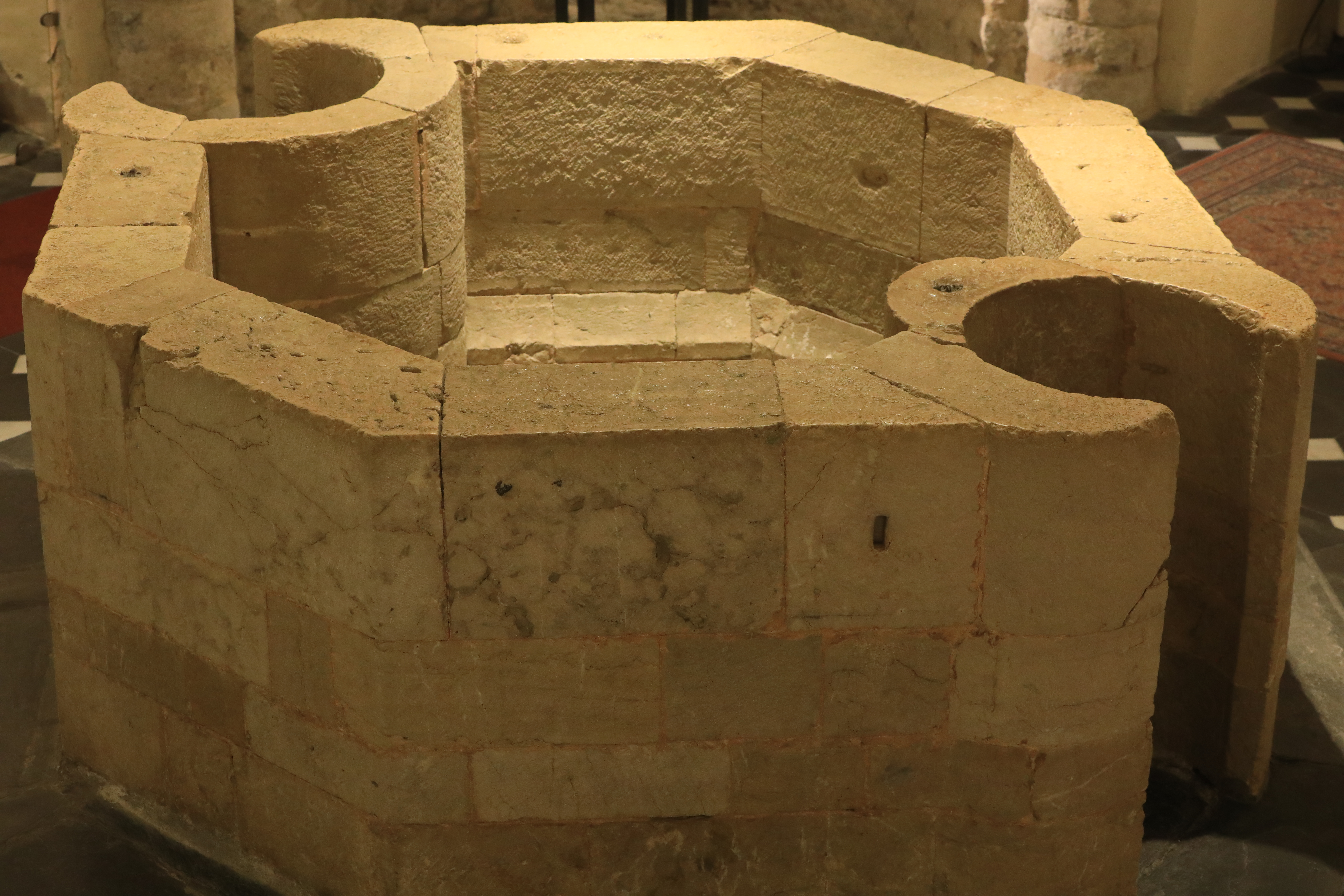
Le baptistère octogonal dans la crypte.
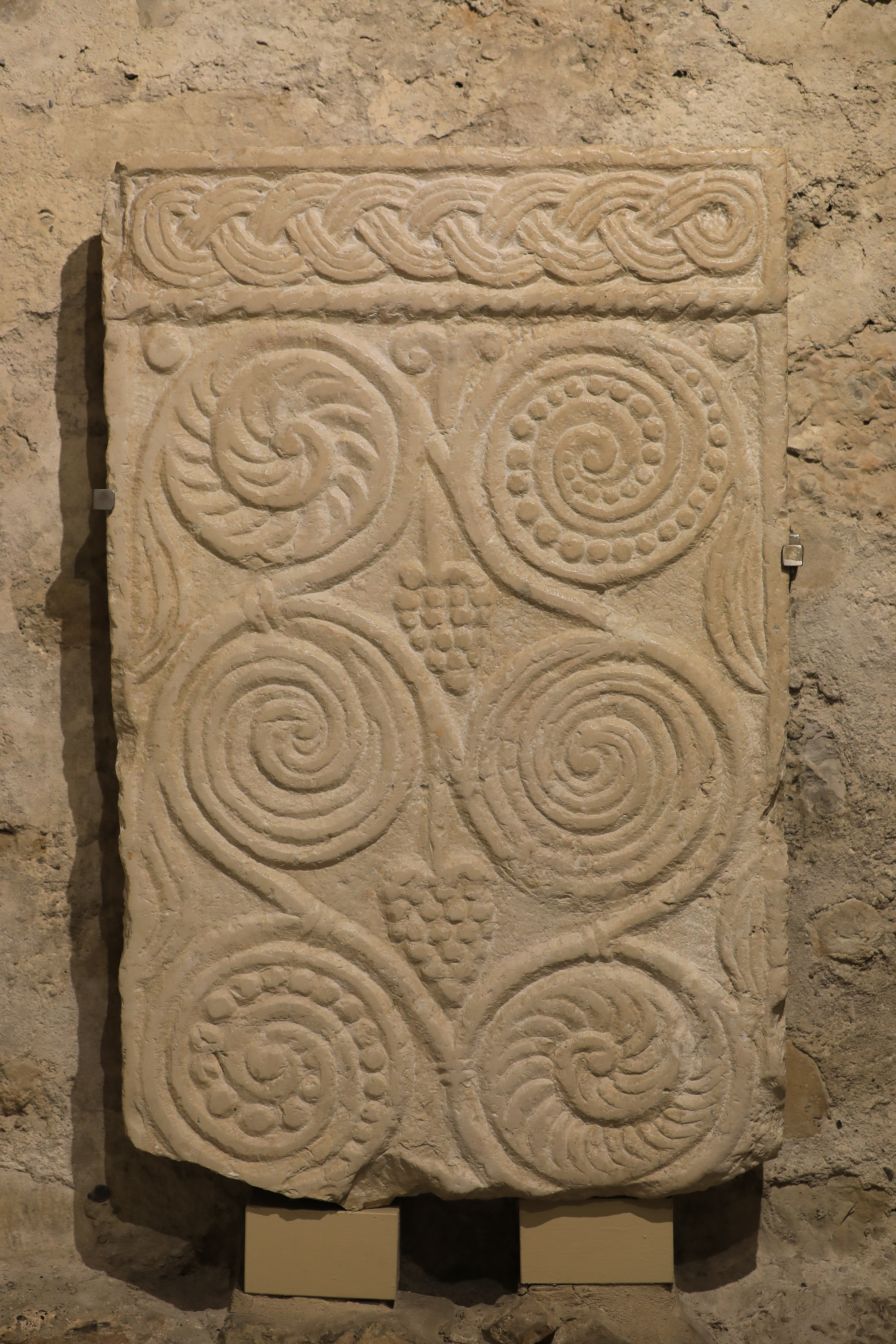
Sarcophage conservé de l'ancienne cathédrale.
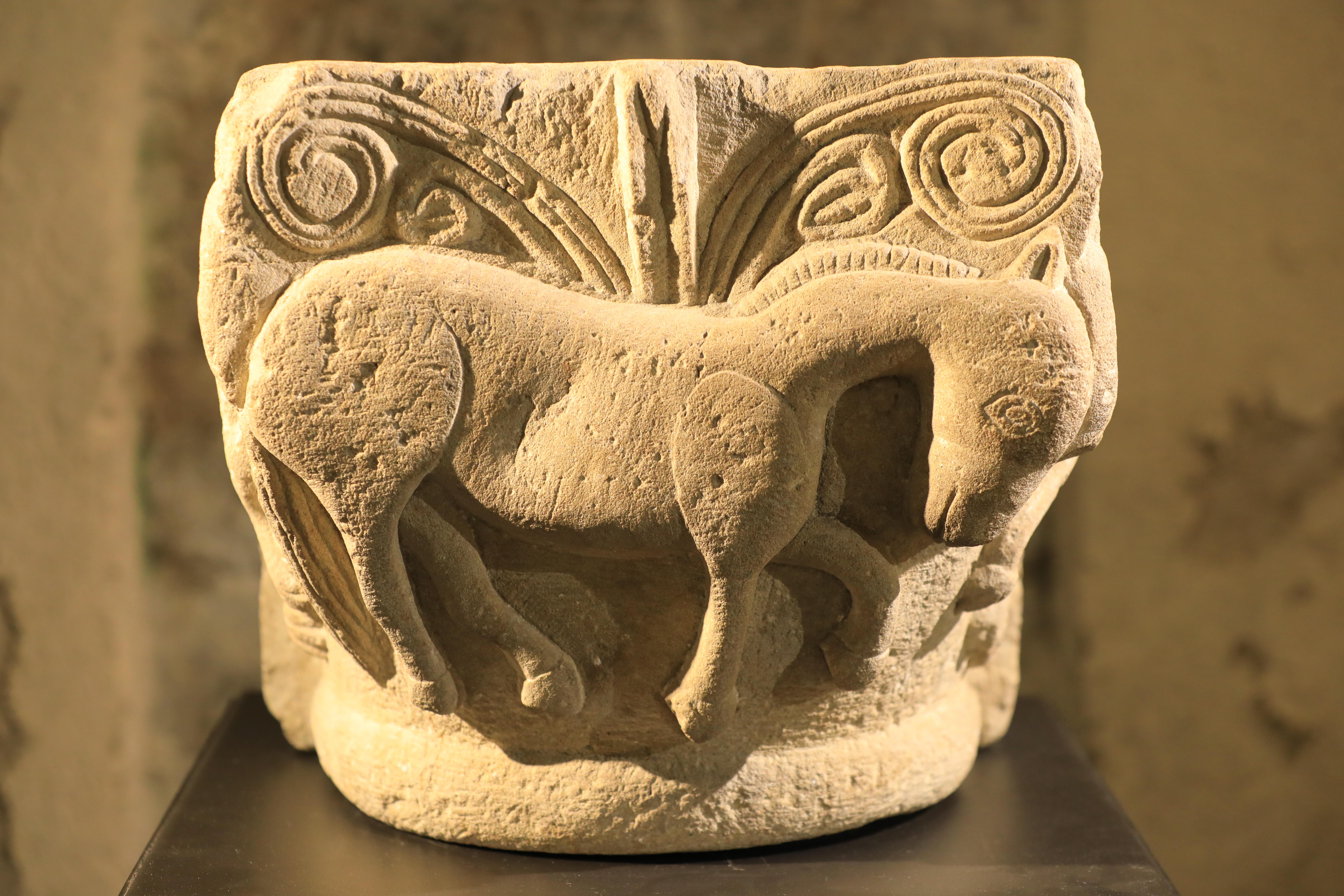
Chapiteau conservé de l'ancienne cathédrale.